# Liev Schreiber
Isaac Liev Schreiber (sinh ngày 4 tháng 10 năm 1967), thường được gọi là Liev Schreiber, là một diễn viên người Mỹ, nhà sản xuất, đạo diễn và biên kịch.Ông trở nên nổi tiếng trong thời gian cuối những năm 1990 và đầu những năm 2000, đã bắt đầu xuất hiện trong một số phim độc lập, và sau đó chính các bộ phim Hollywood, bao gồm cả bộ ba Scream của bộ phim kinh dị, The Sum of All, lo ngại X-Men Origins: Wolverine, muối và Goon. Schreiber cũng là một diễn viên sân khấu được tôn trọng, đã thực hiện trong một số sản xuất Broadway. Năm 2005, Schreiber đã giành được giải Tony là diễn viên nổi bật xuất sắc nhất cho vai diễn trong các vở kịch Glengarry Glen Ross. Năm đó, Schreiber cũng xuất hiện lần đầu của mình như là một đạo diễn phim và nhà văn với Everything Is Illuminated, dựa trên cuốn tiểu thuyết cùng tên.
Schreiber là một mối quan hệ với Naomi Watts, người mà ông đã có hai con.

## Tiểu sử
Schreiber đã sinh ra ở San Francisco, California con trai của Heather Schreiber (mẹ, một họa sĩ) và cho Tell Schreiber (cha, một diễn viên và thợ mộc), một diễn viên sân khấu và đạo diễn. Mẹ của ông đã có ba người con trai khi ông được sinh ra.
Cha anh là người gốc Áo, Thụy Sĩ, Ai len, Scotland, là từ một gia đình "WASP" xã hội giàu có từ Bucks County, Pennsylvania, ông tốt nghiệp từ Hampshire trường Cao đẳng và là một ngôi sao đấu vật và bóng đá.
Mẹ anh hiện đang sống ở Virginia, bà đã được sinh ra trong một gia đình tầng lớp lao động Brooklyn của Cộng sản người Do Thái, là hậu duệ của những người nhập cư từ Ba Lan, Ukraina, và Đức.
Mẹ anh đã nói rằng cô đặt tên anh ta sau khi tác giả Nga yêu thích, Leo Tolstoy, trong khi cha của ông đã tuyên bố rằng Schreiber được đặt tên sau khi bác sĩ đã cứu cuộc sống của mẹ mình. Biệt danh gia đình của ông được thông qua khi Schreiber là một em bé, là "Huggy". Khi Schreiber được một tuổi, gia đình anh chuyển đến Canada. Khi Schreiber lên năm tuổi, cha mẹ ly dị, mẹ của ông giành được quyền nuôi con và hai người chuyển đến một căn hộ tại Lower East Side ở Manhattan, New York City. Tại đây Họ thường xuyên có không có điện, nước nóng, hoặc thậm chí giường. Ngày sinh nhật thứ 16 của Schreiber, mẹ của ông mua cho ông một chiếc xe máy để thúc đẩy sự không sợ hãi. Mẹ của Schreiber cấm Schreiber xem phim màu. Kết quả làdiễn viên yêu thích của ông là Charlie Chaplin. Trong cuối những năm 70 và 80 của Schreiber đầu, sau đó được biết đến như Shiva Das, sống tại Ashram Satchidananda, Yogaville Đông, trong Pomfret, Connecticut.

## Giáo dục
Sau đó, Schreiber đã theo học tại trường Friends Seminary.Schreiber đã đi đến Hampshire College tại Amherst, Massachusetts, nơi ông bắt đầu được đào tạo diễn xuất tại Đại học Massachusetts Amherst. Trong tháng 3 năm 1989, Liev chơi Antonio trong Merchant of Venice cùng với một diễn viên chuyên nghiệp khác thành công là Jeffrey Donovan. Liev tốt nghiệp với bằng thạc sĩ của Trường Đại học Yale của Drama vào năm 1992, nơi ông đóng vai chính trong Charles Evered's The Size of the World của đạo diễn Walton Jones.Tại Yale, Liev học với Earle R. Gister. Ông cũng tham dự Học viện Nghệ thuật Sân khấu Hoàng gia ở London. Ông muốn là một nhà biên kịch, nhưng đã được chỉ đạo thay vì theo hướng hành động.

## Sự nghiệp
Đang Cập Nhật..

## Cuộc Sống Cá Nhân

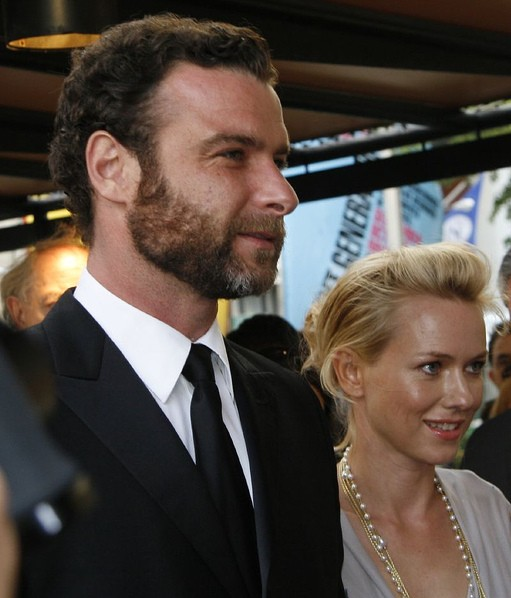
Schreiber with Naomi Watts in 2006.

Schreiber có một em gái cùng bốn anh em trai. Ông thích bóng rổ, đấu kiếm, xe đạp, và đã chơi bóng đá trong quá khứ. Tin đồn xung quanh mối quan hệ của anh với nữ diễn viên Australia Naomi Watts. Schreiber đã lừa các phương tiện truyền thông một lần trước khi vào năm 2007 bằng cách gọi Naomi vợ. Điều này gây ra những tin đồn về một buổi lễ bí mật một lần nữa đi lên, tuy nhiên, đã có không có bằng chứng khác hơn từ Liev trong video được quay vào đầu tháng 6 năm 2009. Naomi đã trích dẫn ở gần cuối tháng 1 năm 2010 cô nói rằng Liev trong thực tế đã cho cô một chiếc nhẫn (mà cô đã không mang vào thời điểm đó), nhưng không muốn vội vàng kết hôn.
Con trai đầu lòng Alexander Pete của họ được sinh ra vào ngày 25 tháng 7 năm 2007. Ngày 13 Tháng 12, 2008, Watts đã sinh con trai Samuel Kai. Tháng 4 năm 2010 họ đã có một bé gái thứ ba.

## Phim Tham Gia
| Năm  | Film                           | Vai                               | Ghi Chú |
| ---- | ------------------------------ | --------------------------------- | --- |
| 1994 | Mixed Nuts                     | Chris                             | |
| 1995 | Denise Calls Up                | Jerry Heckerman                   | |
| 1995 | Mad Love                       | Salesman                          | |
| 1995 | Party Girl                     | Nigel                             | |
| 1995 | Buffalo Girls                  | Ogden                             | (TV series) |
| 1996 | The Daytrippers                | Carl Petrovic                     | Được đề cử - Chlotrudis giải thưởng dành cho Nam diễn viên phụ xuất sắc nhất |
| 1996 | Walking and Talking            | Andrew                            | |
| 1996 | Big Night                      | Leo                               | |
| 1996 | Scream                         | Cotton Weary                      | Cameo |
| 1996 | Ransom                         | Clark Barnes                      | |
| 1997 | His and Hers                   | Glenn                             | |
| 1997 | Scream 2                       | Cotton Weary                      | |
| 1998 | Phantoms                       | Deputy Stuart 'Stu' Wargle        | |
| 1998 | Sphere                         | Ted Fielding                      | |
| 1998 | Twilight                       | Jeff Willis                       | |
| 1998 | Desert Blue                    | Mickey Moonday                    | Voice |
| 1998 | Since You've Been Gone         | Fred Linderhoff                   | |
| 1999 | A Walk on the Moon             | Marty Kantrowitz                  | Được đề cử - Chlotrudis giải thưởng dành cho Nam diễn viên phụ xuất sắc nhất |
| 1999 | Jakob the Liar                 | Mischa                            | |
| 1999 | The Hurricane                  | Sam Chaiton                       | |
| 1999 | Spring Forward                 | Paul                              | |
| 1999 | RKO 281                        | Orson Welles                      | (TV mini-series) Được đề cử giải thưởng Quả cầu vàng cho Nam diễn viên phụ xuất sắc nhất - phim truyền hình ngắn hoặc Truyền hình Được đề cử - Giải Primetime Emmy cho diễn viên xuất sắc chì - phim truyền hình ngắn hay Phim |
| 2000 | Hamlet                         | Laertes                           | |
| 2000 | Scream 3                       | Cotton Weary                      | |
| 2001 | Kate & Leopold                 | Stuart Besser                     | |
| 2002 | The Sum of All Fears           | John Clark                        | |
| 2003 | Hitler: The Rise of Evil       | Ernst Hanfstaengl                 | (TV mini-series) |
| 2003 | Spinning Boris                 | Joe Shumate                       | |
| 2004 | The Manchurian Candidate       | Congressman Raymond Prentiss Shaw | Được đề cử - Saturn Award cho Nam diễn viên phụ xuất sắc nhất |
| 2006 | Lackawanna Blues               | Ulysses Ford                      | television movie |
| 2006 | The Omen                       | Robert Thorn                      | |
| 2006 | Living With Wolves             | Narrator                          | |
| 2006 | The Painted Veil               | Charles Townsend                  | |
| 2007 | CSI: Crime Scene Investigation | Michael Keppler                   | (TV series) Số Tập:"Law of Gravity","Meet Market","Redrum","Sweet Jane" |
| 2007 | The Ten                        | Ray Johnson                       | |
| 2007 | Love in the Time of Cholera    | Lotario Thurgot                   | |
| 2008 | Independent Lens               | William Kunstler                  | (TV series) |
| 2008 | Defiance                       | Zus Bielski                       | |
| 2009 | X-Men Origins: Wolverine       | Victor Creed                      | Được đề cử - Giải thưởng MTV Movie cho Fight nhất (chung với Hugh Jackman và Ryan Reynolds) Được đề cử giải thưởng Choice nhân dân yêu thích On-Screen Team (chung với Hugh Jackman et al.) Được đề cử - Teen Choice Award cho Choice Movie Villain Được đề cử Giải thưởng Teen Choice Choice Rumble Movie (chung với Hugh Jackman)(Shared with Hugh Jackman) |
| 2009 | Taking Woodstock               | Vilma                             | |
| 2009 | Every Day                      | Ned                               | |
| 2010 | Repo Men                       | Frank                             | |
| 2010 | Salt                           | Ted Winter                        | |
| 2012 | Goon                           | Ross Rhea                         | |
| 2012 | Jack                           | Jack                              | |